# U 167 (U-Boot, 1942)
U 167 war ein deutsches U-Boot vom Typ IX C/40, das im Zweiten Weltkrieg von der deutschen Kriegsmarine eingesetzt wurde.

## Technik und Geschichte
U 167 war ein Tauchboot für ozeanische Verwendung. Es war ein U-Boot vom Zweihüllentyp und hatte eine Wasserverdrängung von 1.144 t über und 1.247 t unter Wasser. Es hatte eine Länge von 76,76 m, eine Breite von 6,86 m und einen Tiefgang von 4,67 m. Mit den zwei 2.200 PS leistenden MAN-Neunzylinder-Viertakt-Dieselmotoren M 9 V 40/46 mit Aufladung konnte eine Höchstgeschwindigkeit über Wasser von 18,3 Knoten erreicht werden. Bei 10 Knoten Fahrt konnten 13.850 Seemeilen zurückgelegt werden. Die zwei 500-PS-SSM-Doppel-E-Maschinen GU 345/34 wurden von 62 × 62 Akku-Zellen AFA Typ 44 MAL 740 W gespeist. Unter Wasser konnte eine Höchstgeschwindigkeit von 7,3 Knoten erreicht werden. Bei 4 Knoten Fahrt konnte eine Strecke von 64 Seemeilen zurückgelegt werden. Aus vier Bug- und zwei Hecktorpedorohren konnten 22 Torpedos oder bis zu 44 TMA- oder 66 TMB-Minen ausgestoßen werden. Die Tauchtiefe betrug 100 bis 200 m. Die Schnelltauchzeit betrug 35 Sekunden. Es hatte ein 10,5-cm-Utof-L/45-Geschütz mit 180 Schuss sowie eine 3,7-cm-Fla-Waffe mit 2.625 Schuss und eine 2-cm-Fla-Waffe mit 4.250 Schuss. Ab 1943/44 erfolgte bei diesem Bootstyp der Ausbau der 10,5-cm-Kanone und der Einbau von vier 2-cm-Zwillings-Fla-Geschützen mit 8.500 Schuss. Die Besatzungsstärke konnte aus vier Offizieren und 49 Mannschaften bestehen. Die Kosten für den Bau betrugen 6.448.000 Reichsmark.
Der Auftrag für das Boot wurde am 15. August 1940 an die Seebeckwerft, Geestemünde vergeben. Die Kiellegung erfolgte am 12. März 1941, der Stapellauf am 5. März 1942, die Indienststellung unter Kapitänleutnant Kurt Neubert fand schließlich am 4. Juli 1942 statt.
U 167 gehörte vom 4. Juli 1942 bis zum 30. November 1942 als Ausbildungsboot der 4. U-Flottille in Stettin und vom 1. Dezember 1942 bis zu seiner Selbstversenkung am 6. April 1943 als Frontboot der 10. U-Flottille in Lorient an.
Es absolvierte zwei Unternehmungen, auf denen ein Schiff mit 7.659 BRT versenkt und ein Schiff mit 7.176 BRT beschädigt werden konnte. U 167 wurde am 6. April 1943 im Mittelatlantik nach schweren Beschädigungen durch britische Luftstreitkräfte von der Besatzung selbst versenkt. Es gab keine Verluste.

## Kommandanten

### Kurt Neubert
Kurt Neubert wurde am 24. März 1910 im Oberschlesischen Bobrownik geboren. Am 5. April 1935 trat er als Offiziersanwärter in die damalige Reichsmarine ein und gehörte damit der Crew 1935 an. Nach der Grund- und Bordausbildung sowie zahlreichen Fähnrichslehrgängen legte er im Juli 1939 die Offiziershauptprüfung ab. Im August 1939 trat er seinen Dienst als Wach- und Divisionsoffizier auf dem Schlachtschiff Scharnhorst an. Im Juni 1940 wechselte er zur U-Bootwaffe und absolvierte die U-Bootsausbildung. Im Februar 1941 nahm er an der Baubelehrung für U 126 teil und wurde ab 22. März 1941 dessen I. Wachoffizier. Nach einem Kommandanten-Lehrgang von Januar bis April 1942 bei der 24. U-Flottille in Memel, übernahm er im April 1942 das Kommando von U 46, das zu dieser Zeit ein Ausbildungsboot in Pillau war. Im Juni 1942 nahm er an der Baubelehrung von U 167 in Bremen teil. Am 4. Juli 1942 trat er als Kommandant seinen Dienst auf diesem Boot an. Nach einer erfolglosen Unternehmung im Nordatlantik, bei der er im Sturm verletzt wurde, stellte man ihn zur Verfügung der 10. U-Flottille in Lorient. Im April 1943 wurde er Stützpunktoffizier im U-Bootstützpunkt Hamburg und von April 1943 bis zum Kriegsende war er Kapitänleutnant im Stab der 31. U-Flottille in Hamburg. Sein letzter Dienstgrad war Kapitänleutnant (1. Juli 1942).

### Günter Zahnow
Günter Zahnow wurde am 5. Juni 1920 im pommerschen Altdamm geboren. Er trat am 16. September 1939 als Offiziersanwärter in die Kriegsmarine ein und gehörte damit zur Crew X/1939. Nach der Grund- und Bordausbildung sowie diversen Fähnrichlehrgängen legte er seine Offiziershauptprüfung ab. Bis Juni 1942 nahm er an der U-Bootsausbildung teil. Im Juli 1942 wurde er I. Wachoffizier auf U 167 und im Januar 1943 für acht Tage sein Kommandant in Vertretung. Am 6. April 1943, nach dem Verlust von U 167, wurde er in Spanien interniert. Nach der Rückkehr nach Deutschland nahm er im Juni 1943 an der Baubelehrung für U 547 in Hamburg teil. Nach der Indienststellung des Bootes wurde er dessen I. Wachoffizier. Nach einem Kommandanten-Lehrgang und der Teilnahme am Kommandanten-Schießlehrgang übernahm er im Mai 1944 das Kommando über das Ausbildungsboot U 747. Dieses wurde am 1. April 1945 bei einem alliierten Luftangriff auf Hamburg zerstört.
Er starb am 27. August 1983 im Alter von 63 Jahren. Sein letzter Dienstgrad war Oberleutnant zur See (1. Oktober 1943).

### Kurt Sturm
Kurt Sturm wurde am 30. Januar 1906 in Brandenburg an der Havel geboren. Er trat am 1. April 1924 als Offiziersanwärter in die Reichsmarine ein und gehörte damit zur Crew 1925. Bis zum Mai 1938 absolvierte er seine Ausbildung und legte die Offiziershauptprüfung ab. Danach wurde er in diversen Kommandos eingesetzt. Im Juni 1938 wurde er Chef der 1. Schnellbootsflottille und im Januar 1940 Leiter der Personalabteilung im Stab des II. Admirals der Nordsee. Im Juni 1941 wechselte er zur U-Bootwaffe und absolvierte die U-Bootsausbildung. Nach der Baubelehrung für U 410 in Danzig übernahm er am 23. Februar 1942 das Kommando über das Boot. Nach der Ausbildung in der Ostsee absolvierte er zwei Unternehmungen im Nordatlantik, bevor er von Horst-Arno Fenski abgelöst wurde. Am 5. Februar 1943 übernahm er das Kommando über U 167, das er bis zu dessen Zerstörung am 6. April 1943 innehatte. Nach einer Internierung in Spanien und der Rückkehr nach Deutschland nahm er an der Baubelehrung für U 547 in Hamburg teil, dessen Kommandant er ab dem 16. Juni 1943 wurde. Nach der Ausbildung in der Ostsee absolvierte er eine Unternehmung, die erfolglos blieb. Er wurde am 18. April 1944 von Heinrich Niemeyer abgelöst. Bis Kriegsende wurde er nun Generalreferent im Oberkommando der Marine/Marine Wehr/Tr.I und ging anschließend in Kriegsgefangenschaft. Kurt Sturm starb am 3. November 1987 im Alter von 81 Jahren. Sein letzter Dienstgrad war Fregattenkapitän (1. Oktober 1943).

## Einsatzstatistik

### Erste Unternehmung
Das Boot lief am 1. Dezember 1942 um 8:10 Uhr von Kiel aus. U 167 operierte im Nordatlantik. Das Boot gehörte zur U-Bootgruppe Falke.
Am 3. Dezember 1942 um 6:15 Uhr lief U 167 zur Brennstoffergänzung in Kristiansand ein. Nach der erfolgten Ergänzung lief das Boot am 4. Dezember 1942 um 7:00 Uhr wieder aus. Wegen zu groben Seegangs lief U 167 um 13:08 Uhr in Marviken (Norwegen) ein und am 5. Dezember 1942 um 7:45 Uhr wieder dort aus. Nach einem Unfall an den Fla-Waffen lief das Boot am gleichen Tag wieder in Kristiansand ein. Am 6. Dezember 1942 lief es um 6:30 Uhr von Marviken aus und um 15:30 Uhr in Egersund ein. Am 7. Dezember 1942 um 7:50 Uhr lief es wieder dort aus und fuhr um 13:05 Uhr in Stavanger ein. Am 8. Dezember 1942 um 5:30 Uhr lief es erneut von Stavanger aus. Nach schweren Schäden am Boot musste es noch am gleichen Tage um 16:00 Uhr in Bergen einlaufen. Nach den Reparaturarbeiten in der Werft von Bergen lief das Boot endgültig am 21. Dezember 1942 um 13:30 Uhr von Bergen aus.
Am 8. Januar 1943 wurde ein Mann der Brückenbesatzung über Bord gespült und zwei Mann (darunter der Kommandant) verletzt. Der I. Wachoffizier Leutnant zur See Zahnow übernahm bis zum Einlaufen das Kommando.
Nach 47 Tagen und einer zurückgelegten Strecke von etwa 4.460 sm über und 174 sm unter Wasser lief U 167 am 16. Januar 1943 um 12:10 Uhr in St. Nazaire ein. Es konnte auf dieser Unternehmung keine Schiffe versenken oder beschädigen.

### Zweite Unternehmung
Das Boot lief am 27. Februar 1943 um 15:20 Uhr von St. Nazaire aus. U 167 operierte im Mittelatlantik, an der westafrikanischen Küste, den Azoren, den Kanaren und vor Las Palmas de Gran Canaria. Das Boot gehörte zu den U-Bootgruppen „Unverzagt“ und „Seeräuber“.
- Am 17. März 1943 wurde im Nordatlantik der US-amerikanische Dampfer Molly Pitcher durch einen Torpedo beschädigt. Er hatte 5.600 t Zucker, Kaffee, TNT, Kohle, Lastkraftwagen sowie Panzer geladen und befand sich auf dem Weg von New York nach Casablanca. Das Schiff war mit einer 5-Zoll- und einer 20-mm-Kanone bewaffnet. Es gab vier Tote und 70 Überlebende.
- Am 28. März 1943 wurde im Mittelatlantik südöstlich der Kanarischen Inseln der britische Dampfer Lagosian (Lage) mit 5.449 BRT durch einen Torpedo versenkt. Er fuhr in Ballast und war auf dem Weg von Algier und Gibraltar nach Takoradi. Es gab elf Tote und 35 Überlebende.

Am 5. April 1943 wurde U 167 östlich der Kanarischen Inseln von einem britischen Bombenflugzeug durch Wasserbomben und Bordwaffenbeschuss schwer beschädigt. Der Kommandant entschloss sich, das Boot südlich von Gran Canaria selbst zu versenken.
Am 6. April 1943 wurde U 167 vor Gran Canaria in der Bucht von Las Burras von der Besatzung selbst versenkt.

## Verbleib
U 167 wurde nach am 5. April von zwei britischen Lockheed Hudson L der Squadron 233 angegriffen, die zur Sicherung des Geleitzugs RS 3 gehörten. Die schwere Beschädigung des Bootes durch Wasserbomben bewog Kommandant Sturm dazu, die Besatzung am 6. April 1943 an der Südküste von Gran Canaria an Land gehen zu lassen, um U 167 dann später selbst zu versenken. Unter Führung des I. Wachoffiziers Zahnow schwamm der Großteil der Besatzung zur Küste, während der Kommandant, der Leitende Ingenieur, der II. Wachoffizier und ein Dieselmaat das Boot in tiefere Gewässer zu verbringen versuchten. Dabei sackte U 167 überraschend ab und versank auf der Position 27° 47′ N, 15° 0′ W im Marine-Planquadrat DH 9574 selbstversenkt. Der Besatzung des Bootes wurde nach einer langwierigen diplomatischen Auseinandersetzung zwischen spanischen und deutschen Behörden schließlich gestattet, heimzukehren.
Das Boot wurde 1951 von Spanien gehoben, kommerziell für Filmarbeiten verwendet und später verschrottet.